# Verrallina consonensis
Verrallina consonensis är en tvåvingeart som beskrevs av Bianca L. Reinert 1973. Verrallina consonensis ingår i släktet Verrallina och familjen stickmyggor. Inga underarter finns listade i Catalogue of Life.